# Manuganahalli, Krishnarajanagara
Manuganahalli là một làng thuộc tehsil Krishnarajanagara, huyện Mysore, bang Karnataka, Ấn Độ.